# Acrodipsas illidgei
Acrodipsas illidgei és una espècie de lepidòpter papilionoïdeu de la família dels licènids (Lycaenidae).

## Descripció
L'eruga és de color blanc, mentre que la crisàlide és blava i d'1 cm de llarg. Els adults són de color marró, tot i que les femelles tenen clapes de color blau iridescent a la part superior de les ales, les tonalitats del qual varien segons l'angle de visió. L'abdomen d'ambdós sexes és de color lleonat amb petites taques fosques. L'envergadura alar és, si fa no fa, de 2 cm.

## Reproducció
Les femelles ponen llurs ous (de color blanc, de 0,7 mm de diàmetre i amb forma de mandarina) en grups petits de fins a dues dotzenes en els troncs i branques d'arbres de manglars que tinguin colònies de formigues del gènere Crematogaster. Les formigues s'enduen les larves acabades de descloure al seu niu i, una vegada allà, s'alimenten d'una substància dolça excretada per les larves de les papallones. Les larves, en canvi, es nodreixen de formigues que encara no han completat el seu desenvolupament. Finalment, les papallones esdevenen adultes amb una capa d'escates suaus que les protegiran dels atacs de les formigues adultes en el moment de sortir del formiguer.

## Distribució geogràfica
Es troba tan sols a sis indrets d'Austràlia: Mary River Heads, Beaver Rock i Maaroom a la regió del riu Mary; Redland Bay i Point Halloran a la regió de Moreton Bay (Queensland), i Brunswick Heads a Nova Gal·les del Sud.